# Gudrun – konsten att vara människa
Gudrun - konsten att vara människa är en svensk dokumentärfilm som hade premiär 10 augusti 2018. Filmen är regisserad av Hampus Linder som även skrivit manus. Producent var Helene Granqvist och produktionsbolag var Nordic Factory Film & TV Sweden AB.

## Handling
I filmen följs Gudrun Schyman, både privatpersonen och politikern, under åren 2014–2018. 